# Nevado Huascarán
De Huascarán of de Nevado Huascarán is een berg van de Cordillera Blanca bergketen, een deel van de westelijke Andes. De zuidelijke top (Huascarán Sur) is met 6.768 meter het hoogste punt van Peru, en het vierde hoogste punt in Zuid-Amerika. De top van de Huascarán is het punt op het aardoppervlak dat het verst van het centrum van de aarde verwijderd is en waar dus de zwaartekracht het geringst gevoeld wordt. De versnelling van de zwaartekracht bedraagt er 9,7639 m/sec², tegen 9,8337 m/sec² aan de Noordpool. Een verschil van slechts 0,7 procent.
De top werd voor het eerst bereikt in 1932 door een gezamenlijke expeditie van Duitsland en Oostenrijk. De noordelijke top (Huascarán Norte) was al eerder beklommen (1908) door een Amerikaanse expeditie.
Op 31 mei 1970 vond er in de regio Ancash een aardbeving plaats, waardoor een wezenlijk deel van de noordkant van de berg ineenstortte. De nabijgelegen stad Yungay werd volledig bedolven onder de vallende rotsblokken en ijs, waardoor meer dan 17.000 mensen stierven. Op het moment van de instorting was er een Tsjecho-Slowaaks alpinismeteam op de berg, waarvan geen van de leden ooit werd teruggevonden.
De Huascarán wordt omgeven door het Nationaal park Huascarán, dat op de werelderfgoedlijst van UNESCO staat.